# 田県神社前駅
田県神社前駅（たがたじんじゃまええき）は、愛知県小牧市大字久保一色にある名鉄小牧線の駅である。駅番号はKM03。
豊年祭で有名な田県神社に最も近い駅であり、当日は数万の人が押し寄せる。

## 歴史
- 1931年（昭和6年）4月29日 - 久保一色駅として開業。
- 1944年（昭和19年） - 休止。
- 1965年（昭和40年）3月10日 - 田県神社前駅と改称して復活。
- 1976年（昭和51年）9月24日 - 有人駅化。プレハブ平屋建の駅舎完成[1]。
- 1993年（平成3年）3月 - 自動改札機設置[2]。
- 2002年（平成14年）3月 - 行き違い可能な相対式2面2線の駅に変更。
- 2011年（平成23年）2月11日 - ICカード乗車券「manaca」供用開始。
- 2012年（平成24年）2月29日 - トランパス供用終了。
- 2021年（令和3年）
  - 7月31日 - この日の19:00を最後に窓口営業を終了[3]。
  - 8月1日 - 無人駅化。

有人駅時代
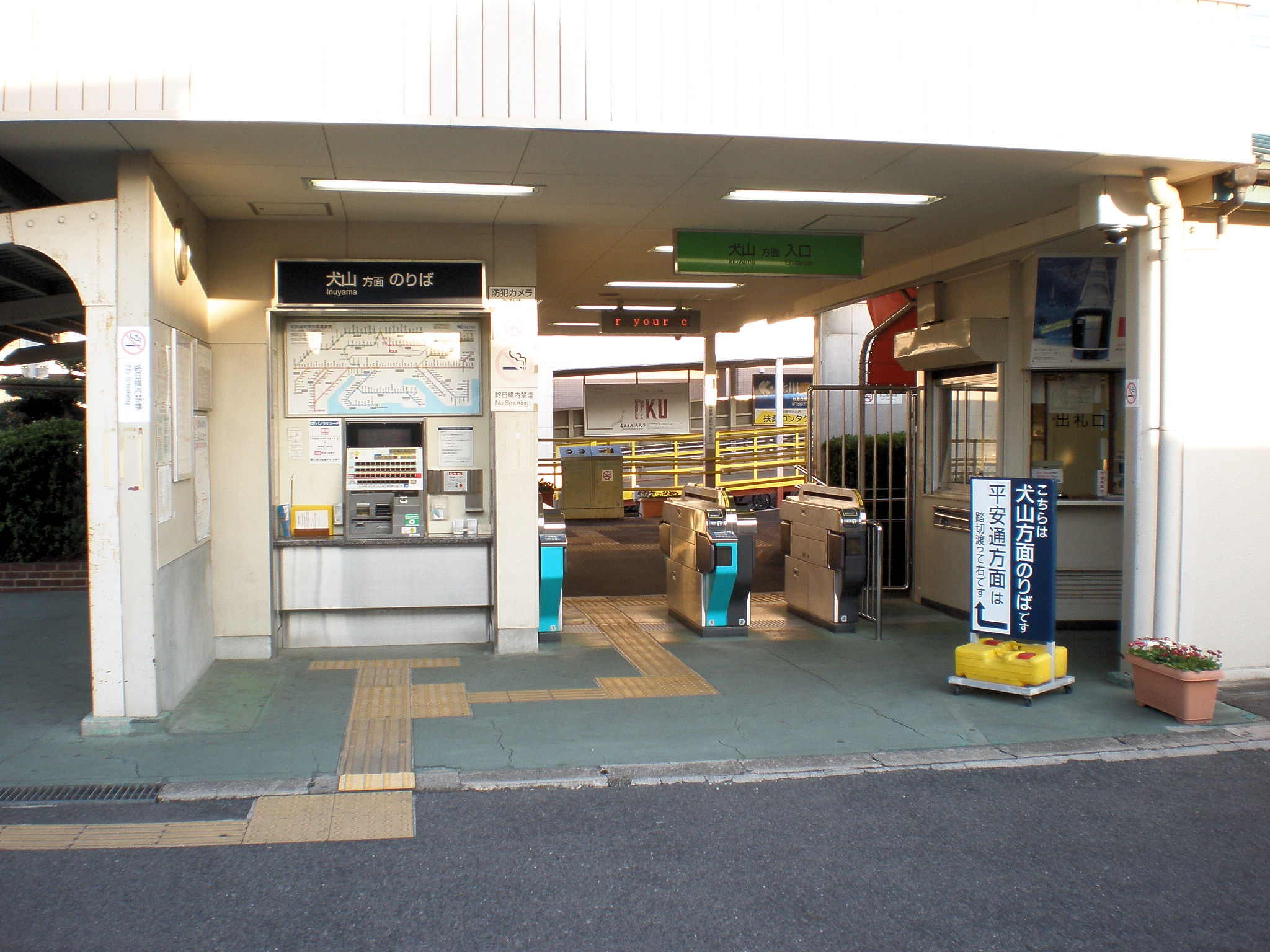
改札（犬山駅方面）
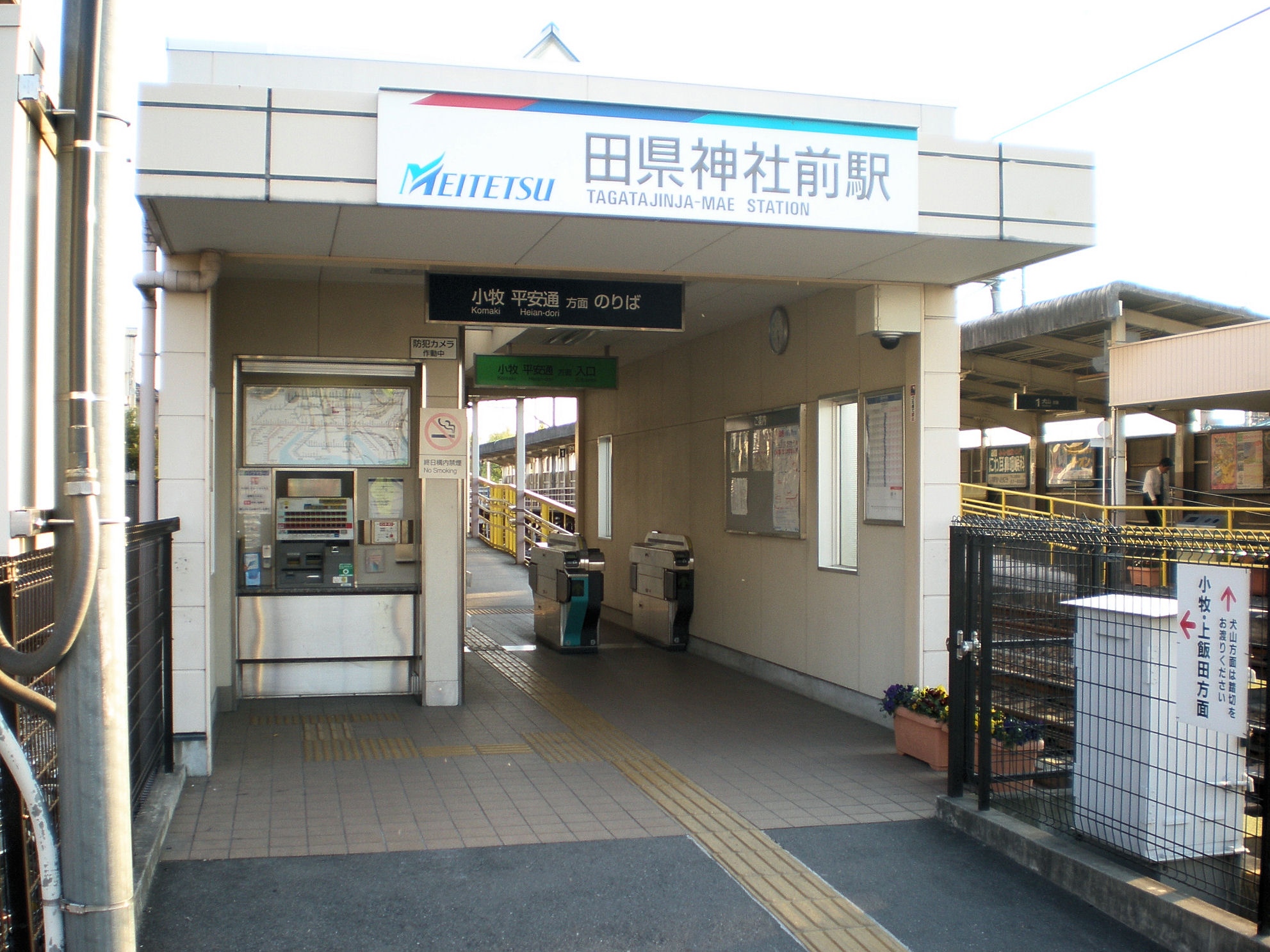
駅舎（小牧駅方面）

## 駅構造
2面2線相対式ホームをもつ地上駅。一線スルーではなく、左側通行である。無人駅で、駅集中管理システムが稼動する。2021年7月31日までは特殊勤務駅で、平日は7:00～19:00、土・休日は8:00～19:00の間に1番ホーム側の改札口に駅員がおり、窓口が営業していた。
改札口は各ホームのそれぞれ犬山寄りの先端に1箇所ずつあり、付近に自動券売機（継続manaca定期乗車券及び新規通勤manaca定期乗車券の購入も可能ではあるが、名鉄ミューズカードでの決済は7:00～22:00の間に限られる）と自動精算機（ICカードのチャージ等も可能）を1台ずつ備えている。なお、改札内に互いのホームを行き来できる通路はないため、のりば案内を確認してから改札口を通る必要がある。
トイレは1番ホームの改札内（改札口横）にある他、駅前ロータリーにも公衆トイレがある。
回送列車が当駅を通過する場合、あらかじめポイントと信号機を通過できるよう切り替えた状態で列車を待つため、運転停車は行わない。

### のりば
| 番線 | 路線      | 方向 | 行先             |
| ---- | --------- | ---- | ---------------- |
| 1    | KM 小牧線 | 下り | 犬山ゆき         |
| 2    | KM 小牧線 | 上り | 小牧・平安通方面 |

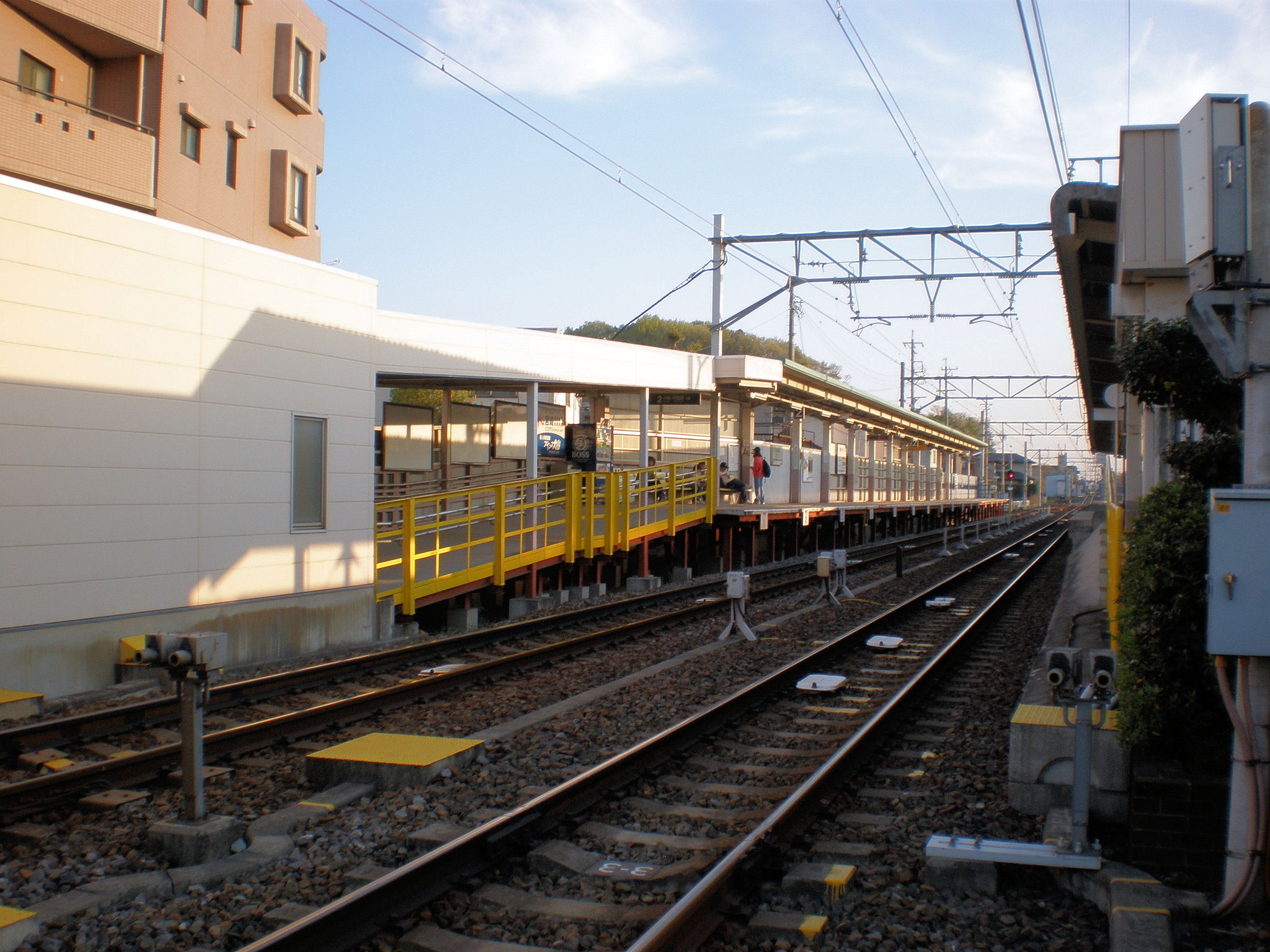
ホーム（小牧駅方面）
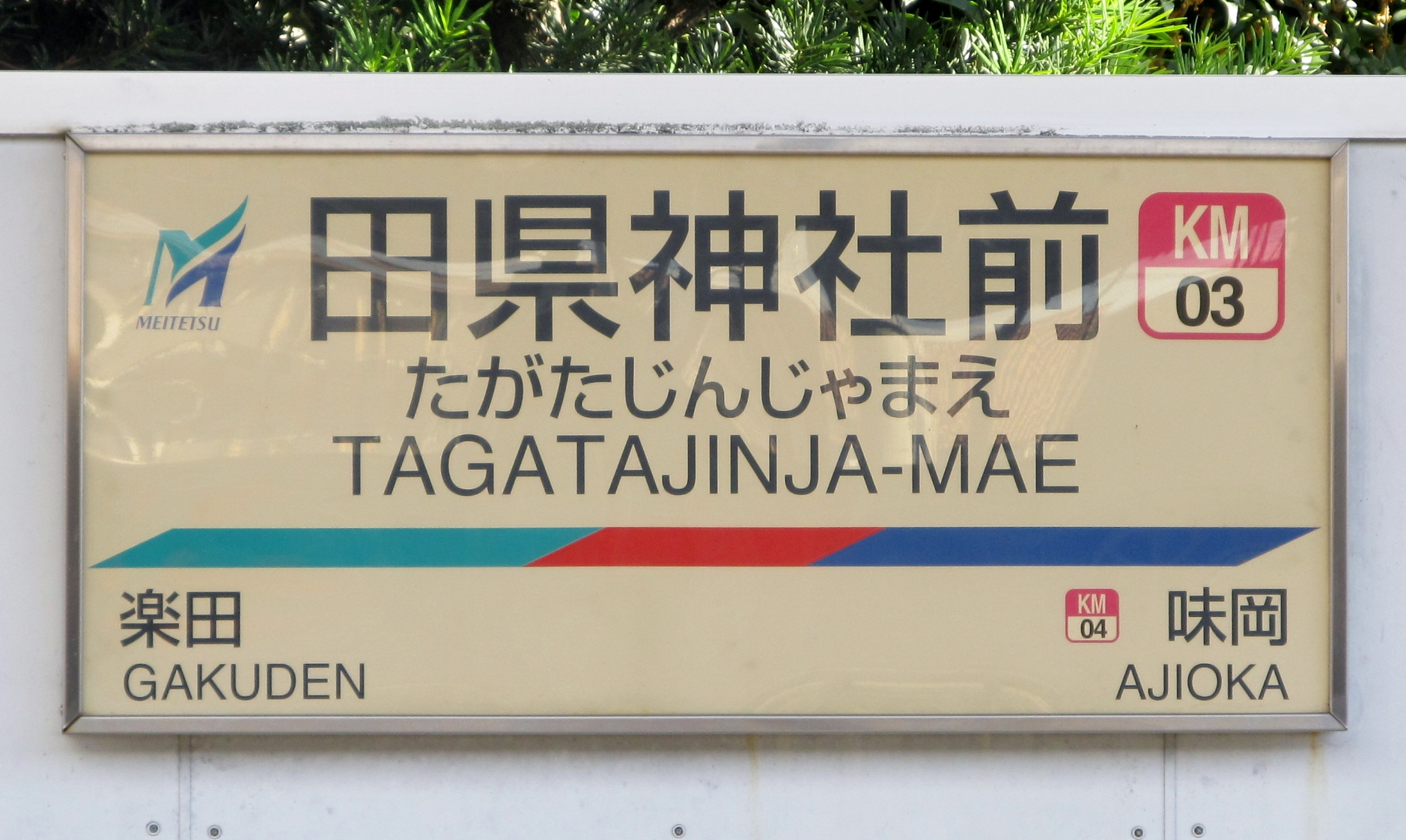
駅名標

### 配線図
| ← 小牧・ 上飯田方面 | 田県神社前駅 構内配線略図 | → 犬山方面 |
| 凡例 出典:          |                           |            |

## 利用状況
- 『名鉄120年：近20年のあゆみ』によると2013年度当時の1日平均乗降人員は4,339人であり、この値は名鉄全駅（275駅）中99位、小牧線（14駅）中3位であった[7]。
- 『名古屋鉄道百年史』によると1992年度当時の1日平均乗降人員は7,645人であり、この値は岐阜市内線均一運賃区間内各駅（岐阜市内線・田神線・美濃町線徹明町駅 - 琴塚駅間）を除く名鉄全駅（342駅）中59位、小牧線（14駅）中3位であった[8]。

『愛知県統計書』『愛知県統計年鑑』『小牧市統計年鑑』各号等によると、一日平均乗車人員および一日平均乗降人員の推移は以下の通りである。
| 年                 | 乗車人員 | 乗車人員 | 乗降人員 | 備考                            |
| 年                 | 総数     | 定期     | 乗降人員 | 備考                            |
| ------------------ | -------- | -------- | -------- | ------------------------------- |
| 1978（昭和53）年度 | 2743     | 2217     |          | [ 9 ]                           |
| 1979（昭和54）年度 | 2738     | 2248     |          | [ 10 ]                          |
| 1980（昭和55）年度 | 2946     | 2423     |          | [ 11 ]                          |
| 1981（昭和56）年度 | 3119     | 2615     |          | [ 12 ]                          |
| 1982（昭和57）年度 | 3174     | 2650     |          | [ 13 ]                          |
| 1983（昭和58）年度 | 3163     | 2661     |          | [ 14 ]                          |
| 1984（昭和59）年度 | 3250     | 2741     |          | [ 15 ]                          |
| 1985（昭和60）年度 | 3514     | 2970     |          | [ 16 ]                          |
| 1986（昭和61）年度 | 3524     | 2984     |          | [ 17 ]                          |
| 1987（昭和62）年度 | 3507     | 2968     |          | [ 18 ]                          |
| 1988（昭和63）年度 | 3630     | 3057     | 7250     | [ 19 ]                          |
| 1989（平成元）年度 | 3644     | 3052     | 7279     | [ 20 ]                          |
| 1990（平成02）年度 | 3531     | 2976     | 7054     | [ 21 ]                          |
| 1991（平成03）年度 | 3680     | 3103     | 7352     | [ 22 ]                          |
| 1992（平成04）年度 | 3826     | 3269     | 7645     | [ 23 ]                          |
| 1993（平成05）年度 | 4024     | 3472     | 8044     | [ 24 ]                          |
| 1994（平成06）年度 | 3961     | 3422     | 7917     | [ 25 ]                          |
| 1995（平成07）年度 | 3841     | 3289     | 7678     | [ 26 ]                          |
| 1996（平成08）年度 | 3649     | 3083     | 7297     | [ 27 ]                          |
| 1997（平成09）年度 | 3313     | 2787     | 6624     | [ 28 ]                          |
| 1998（平成10）年度 | 3082     | 2551     | 6172     | [ 29 ]                          |
| 1999（平成11）年度 | 2834     | 2314     | 5675     | [ 30 ]                          |
| 2000（平成12）年度 | 2509     | 2012     | 5026     | [ 31 ]                          |
| 2001（平成13）年度 | 2166     | 1707     | 4337     | [ 32 ]                          |
| 2002（平成14）年度 | 2076     | 1589     | 4117     | 2003年3月27日地下鉄上飯田線開業 |
| 2003（平成15）年度 | 2151     | 1641     | 4303     | [ 34 ]                          |
| 2004（平成16）年度 | 2137     | 1611     | 4266     | [ 35 ]                          |
| 2005（平成17）年度 | 2236     | 1674     | 4456     | [ 36 ]                          |
| 2006（平成18）年度 | 2278     | 1715     | 4544     | [ 37 ]                          |
| 2007（平成19）年度 | 2303     | 1739     | 4590     | [ 38 ]                          |
| 2008（平成20）年度 | 2404     | 1842     | 4796     | [ 39 ]                          |
| 2009（平成21）年度 | 2156     | 1644     | 4305     | [ 40 ]                          |
| 2010（平成22）年度 | 2115     | 1603     | 4219     | [ 41 ]                          |
| 2011（平成23）年度 | 2089     | 1603     | 4166     | [ 42 ]                          |
| 2012（平成24）年度 | 2058     | 1674     | 4104     | [ 43 ]                          |
| 2013（平成25）年度 | 2170     | 1682     | 4339     | [ 44 ]                          |
| 2014（平成26）年度 | 2150     | 1674     | 4286     | [ 45 ]                          |
| 2015（平成27）年度 | 2208     | 1718     | 4405     | [ 46 ]                          |
| 2016（平成28）年度 | 2280     | 1784     | 4550     | [ 47 ]                          |
| 2017（平成29）年度 | 2339     | 1837     | 4665     | [ 48 ]                          |
| 2018（平成30）年度 | 2401     | 1899     | 4777     | [ 49 ]                          |
| 2019（令和元）年度 | 2390     | 1914     | 4767     | [ 50 ]                          |
| 2020（令和02）年度 | 1552     | 1234     | 3097     | [ 51 ]                          |
| 2021（令和03）年度 |          |          | 3903     | [ 52 ]                          |

## 駅周辺

### 主な施設
- 田縣神社
- 名古屋経済大学
  - 短期大学部
- 愛知県立小牧工科高等学校
- 愛知県立小牧特別支援学校
- 小牧市立一色小学校

### バス
- 犬山市コミュニティバス：楽田西部線
  - つつじヶ丘団地経由楽田駅東行き
  - 青塚公民館・さくら総合病院・椿台団地・羽黒駅西・犬山市民文化会館経由総合犬山中央病院行き
- 犬山市コミュニティバス：楽田東部線
  - 犬山総合高校西・大縣神社・楽田駅東・県営楽田住宅経由総合犬山中央病院行き
- 小牧巡回バス『こまくる』：A1田県線
  - たがた苑団地経由味岡駅行き

## 隣の駅
名古屋鉄道
KM 小牧線
味岡駅（KM04） - 田県神社前駅（KM03） - 楽田駅（KM02）